# ألفيس
ألفيس (بالإسبانية: Alfés)‏ قرية صغيرة تقع في مقاطعة كتلونيا في شمال شرق إسبانيا. بلغ عدد سكانها 337 نسمة.

## تطور النمو الديموغرافي
| تطور النمو الديموغرافي ألفيس بين 1900 و 2006 |      |      |      |      |
| 1900                                         | 1930 | 1960 | 1990 | 2006 |
| 654                                          | 652  | 496  | 345  | 321  |

## الاقتصاد
1. داخل منطقة يوجد مطار الذي افتتح في 1929.
2. النشاط الاقتصادي الرئيسي. اللوز .

## وصلات خارجية
- Página oficial del Ayuntamiento
- Información de la Generalitat de Catalunya[وصلة مكسورة]
- Datos estadísticos
- Datos generales